# Bogádmindszent
Bogádmindszent [bogátmincent] je obec v Maďarsku v župě Baranya, spadající pod okres Sellye. Nachází se asi 18 km severovýchodně od Sellye. V roce 2015 zde žilo 414 obyvatel. Dle údajů z roku 2011 tvoří 95,5 % obyvatelstva Maďaři, 39,2 % Romové, 1 % Chorvati, 0,5 % Němci, 0,5 % Řekové a 0,2 % Bulhaři, přičemž 4,3 % obyvatel se ke své národnosti nevyjádřilo.

## Sousední obce
| Růžice kompasu |          | Ózdfalu        | Téseny Tengeri  | Růžice kompasu |
| Růžice kompasu | Gilvánfa | Sever          | Hegyszentmárton | Růžice kompasu |
| Růžice kompasu | Gilvánfa | Bogádmindszent | Hegyszentmárton | Růžice kompasu |
| Růžice kompasu | Gilvánfa | Jih            | Hegyszentmárton | Růžice kompasu |
| Růžice kompasu | Páprád   |                |                 | Růžice kompasu |